# 伞形科内丝白粉菌
伞形科内丝白粉菌（学名：Leveillula umbelliferarum）是属于白粉菌目白粉菌科内丝白粉菌属的一种真菌，寄生在伞形科上。该种分布于中国、伊朗、俄罗斯。